# Dansk litteratur
Dansk litteratur är litteratur författad på danska, vanligen i Danmark. Några danska författare är Saxo Grammaticus, Ludvig Holberg, H. C. Andersen och Karen Blixen.

## Forntid och medeltid
Liksom övrig nordisk litteratur är det runstenar som är de äldsta kvarvarande dokumenten. Den medeltida danskspråkiga litteraturen är knapphändig eftersom mycket skrevs på latin, men efter reformationen blev danska ett utvecklat skriftspråk.

## 1700-talet
Ludvig Holberg ses som den danska litteraturens fader. Han var en mångsidig författare som skrev filosofiska essäer, fabler och en roman på latin om Niels Klim men är för eftervärlden mest känd för sina komedier, bland andra Jeppe på berget (1725). Holberg fortsatte traditionen från Molière men är också en representant för upplysningen och har haft ett stort inflytande i hela Norden.
Romantiken med bland andra Adam Oehlenschläger och N.F.S. Grundtvig.

## 1800-talet
Sagoförfattaren H.C. Andersen och filosofen Søren Kierkegaard blev några av den danska litteraturens genom tiderna mest berömda författare. Den moderna skandinaviska litteraturens genombrott med kritikern Georg Brandes som portalgestalt. J.P. Jacobsen och Herman Bang var framstående representanter för naturalismens litteratur.

## 1900-talet
Karen Blixen är en av de internationellt mest kända danska författarna, främst genom filmatiseringen av hennes roman Mitt Afrika från 1937. Johannes V. Jensen tilldelades nobelpriset i litteratur 1944 för sitt författarskap. Proletärförfattaren Martin Andersen Nexø skrev socialrealistiska verk som romansviten Pelle erövraren. En existentiell inriktning präglar Martin A. Hansens främsta verk.

## Samtida författare
- Klaus Rifbjerg
- Peter Høeg
- Jens Christian Grøndahl
- Pia Tafdrup
- Helle Helle
- Carsten Jensen